# Lijst van administratieve eenheden in Sơn La
Deze lijst bevat een overzicht van administratieve eenheden in Sơn La (Vietnam).
De provincie Sơn La ligt in het noorden van Vietnam. Het zuiden van Sơn La grenst aan Laos. De oppervlakte van de provincie bedraagt 14.174,4 km² en Sơn La telt ruim 1.022.300 inwoners. Sơn La is onderverdeeld in een stad en tien huyện.

## Stad

### Thành phốSơn La
- Phường Chiềng An
- Phường Chiềng Cơi
- Phường Chiềng Lề
- Phường Chiềng Sinh
- Phường Quyết Tâm
- Phường Quyết Thắng
- Phường Tô Hiệu
- Xã Chiềng Cọ
- Xã Chiềng Đen
- Xã Chiềng Ngần
- Xã Chiềng Xôm
- Xã Hua La

## Huyện

### Huyện Bắc Yên
- Thị trấn Bắc Yên
- Xã Chiềng Sại
- Xã Chim Vàn
- Xã Hang Chú
- Xã Háng Đồng
- Xã Hồng Ngài
- Xã Hua Nhàn
- Xã Làng Chếu
- Xã Mường Khoa
- Xã Pắc Ngà
- Xã Phiêng Ban
- Xã Phiêng Côn
- Xã Song Pe
- Xã Tạ Khoa
- Xã Tà Xùa
- Xã Xím Vàng

### Huyện Mai Sơn
- Thị trấn Hát Lót
- Xã Chiềng Ban
- Xã Chiềng Chăn
- Xã Chiềng Chung
- Xã Chiềng Dong
- Xã Chiềng Kheo
- Xã Chiềng Lương
- Xã Chiềng Mai
- Xã Chiềng Mung
- Xã Chiềng Nơi
- Xã Chiềng Sung
- Xã Chiềng Ve
- Xã Cò Nòi
- Xã Hát Lót
- Xã Mường Bằng
- Xã Mường Bon
- Xã Mường Chanh
- Xã Nà Bó
- Xã Nà ớt
- Xã Phiêng Cằm
- Xã Phiêng Pằn
- Xã Tà Hộc

### Huyện Mộc Châu
- Thị trấn Mộc Châu
- Thị trấn nông trường Mộc Châu
- Xã Chiềng Hắc
- Xã Chiềng Khoa
- Xã Chiềng Khừa
- Xã Chiềng Sơn
- Xã Chiềng Xuân
- Xã Chiềng Yên
- Xã Đông Sang
- Xã Hua Păng
- Xã Liên Hòa
- Xã Lóng Luông
- Xã Lóng Sập
- Xã Mường Men
- Xã Mường Sang
- Xã Mường Tè
- Xã Nà Mường
- Xã Phiêng Luông
- Xã Quang Minh
- Xã Quy Hướng
- Xã Song Khủa
- Xã Suối Bảng
- Xã Tà Lại
- Xã Tân Hợp
- Xã Tân Lập
- Xã Tân Xuân
- Xã Tô Múa
- Xã Vân Hồ
- Xã Xuân Nha

### Huyện Mường La
- Thị trấn ít Ong
- Xã Chiềng Ân
- Xã Chiềng Công
- Xã Chiềng Hoa
- Xã Chiềng Lao
- Xã Chiềng Muôn
- Xã Chiềng San
- Xã Hua Trai
- Xã Mường Bú
- Xã Mường Chùm
- Xã Mường Trai
- Xã Nậm Giôn
- Xã Nặm Păm
- Xã Ngọc Chiến
- Xã Pi Toong
- Xã Tạ Bú

### Huyện Phù Yên
- Thị trấn Phù Yên
- Xã Bắc Phong
- Xã Đá Đỏ
- Xã Gia Phù
- Xã Huy Bắc
- Xã Huy Hạ
- Xã Huy Tân
- Xã Huy Thượng
- Xã Huy Tường
- Xã Kim Bon
- Xã Mường Bang
- Xã Mường Cơi
- Xã Mường Do
- Xã Mường Lang
- Xã Mường Thải
- Xã Nam Phong
- Xã Quang Huy
- Xã Sập Xa
- Xã Suối Bau
- Xã Suối Tọ
- Xã Tân Lang
- Xã Tân Phong
- Xã Tường Hạ
- Xã Tường Phong
- Xã Tường Phù
- Xã Tường Thượng
- Xã Tường Tiến

### Huyện Quỳnh Nhai
- Xã Cà Nàng
- Xã Chiềng Bằng
- Xã Chiềng Khay
- Xã Chiềng Khoang
- Xã Chiềng Ơn
- Xã Liệp Muội
- Xã Mường Chiên
- Xã Mường Giàng
- Xã Mường Giôn
- Xã Mường Sại
- Xã Nậm ét
- Xã Pắc Ma
- Xã Pha Khinh

### Huyện Sông Mã
- Thị trấn Sông Mã
- Xã Bó Sinh
- Xã Chiềng Cang
- Xã Chiềng En
- Xã Chiềng Khoong
- Xã Chiềng Khương
- Xã Chiềng Phung
- Xã Chiềng Sơ
- Xã Đứa Mòn
- Xã Huổi Một
- Xã Mường Cai
- Xã Mường Hung
- Xã Mường Lầm
- Xã Mường Sai
- Xã Nà Nghịu
- Xã Nậm Mằn
- Xã Nậm Ty
- Xã Pú Bẩu
- Xã Yên Hưng

### Huyện Sốp Cộp
- Xã Dồm Cang
- Xã Mường Lạn
- Xã Mường Lèo
- Xã Mường Và
- Xã Nậm Lạnh
- Xã Púng Bánh
- Xã Sam Kha
- Xã Sốp Cộp

### Huyện Thuận Châu
- Thị trấn Thuận Châu
- Xã Bản Lầm
- Xã Bó Mười
- Xã Bon Phặng
- Xã Chiềng Bôm
- Xã Chiềng La
- Xã Chiềng Ly
- Xã Chiềng Ngàm
- Xã Chiềng Pấc
- Xã Chiềng Pha
- Xã Co Mạ
- Xã Co Tòng
- Xã É Tòng
- Xã Liệp Tè
- Xã Long Hẹ
- Xã Muổi Nọi
- Xã Mường Bám
- Xã Mường Khiêng
- Xã Mường é
- Xã Nậm Lầu
- Xã Nong Lay
- Xã Pá Lông
- Xã Phổng Lái
- Xã Phổng Lặng
- Xã Phỏng Lạp
- Xã Púng Tra
- Xã Thôm Mòn
- Xã Tòng Cọ
- Xã Tông Lạnh

### Huyện Yên Châu
- Thị trấn Yên Châu
- Xã Chiềng Đông
- Xã Chiềng Hặc
- Xã Chiềng Khoi
- Xã Chiềng On
- Xã Chiềng Pằn
- Xã Chiềng Sàng
- Xã Chiềng Tương
- Xã Lóng Phiêng
- Xã Mường Lựm
- Xã Phiêng Khoài
- Xã Sập Vạt
- Xã Tú Nang
- Xã Viêng Lán
- Xã Yên Sơn